# Schneider Euro PC
A Schneider Euro PC a német Schneider által 1988-ban bemutatott IBM PC-kompatibilis személyi számítógép család első tagja volt, amelyet később további típusok követtek.

## Áttekintés

1987 év végén megszűnt a brit Amstrad és a német Schneider cég közötti együttműködés, melynek értelmében korábban (1984-től) a Schneider saját márkaneve alatt forgalmazta német nyelvterületen (NSZK, Ausztria, Svájc) az Amstrad CPC és Amstrad PCW (Zilog Z80 alapú, 8 bites) számítógépeket, később pedig az első Intel-alapú PC-ket is. A Schneider úgy döntött, hogy az Amstrad PC-k helyett saját fejlesztésű számítógépet dob piacra az akkoriban még igen népszerű 16 bites házi számítógépek, a Commodore Amiga és Atari ST MS-DOS alapú alternatívájaként. A PC gépcsalád fejlesztésére átcsábították a Commodore cég PC-kompatibilis gépekért felelős komplett európai fejlesztő csapatát, Wilfried Rusniok vezetésével, aki 1987. október 1-jétől a Schneider számítógépek fejlesztéséért felelős vezetője lett.
Az első Euro PC 1988 júniusában került a boltokba, a Target PC nevű hordozható és a Tower AT nevű asztali számítógépekkel együtt. Ezzel indult be a Schneider IBM PC-kompatibilis számítógép-programja, melynek előhírnöke egyébként a még 1987-ben, az Amstraddal történt szakítás előtt bemutatott első Schneider PC, az AT 2086 (vagy PC 2640) volt. A kezdeti sikerek ellenére azonban - a németországi gyártás költségei miatt - az Euro-sorozat az 1990-es évek elején már nem volt versenyképes az olcsó konkurenciával. Ahogy visszaestek az eladások, úgy került a számítógépes üzletág (Schneider Computer Division) veszteségei miatt egyre nehezebb helyzetbe a vállalat. Bernhard Schneider 1991. év végi lemondását követően az új vezérigazgató, Hans-Jürgen Thaus végül a saját fejlesztések leállítása mellett döntött. A Schneider 1992-től már csak távol-keleti beszállítóktól vásárolt komponensekből szerelt össze PC-ket, ami az Euro-sorozat végét jelentette.

## Külföldi piacok

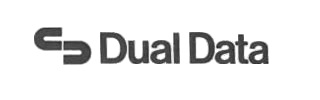

A gép és tartozékai Franciaországban nem Schneider, hanem Dual Data márkanév alatt kerültek forgalomba. Ennek az az oka, hogy itt már régóta működött egy szintén Schneider nevű szórakoztató elektronikai cég (amely nem azonos a - szintén francia - Schneider Electric-kel, hanem egy családi vállalkozás, amelyet 1934-ben alapított Jacques és Sacha Schneider), így a Schneider Rundfunkwerke AG saját néven nem forgalmazhatta termékeit. 1988-ban a francia Thomsontól megvásárolták a bajorországi Gebrüder Steidinger céget, amely a Dual lemezjátszók gyártója volt, és a továbbiakban francia piacon ezt a márkanevet használták (számítástechnikai termékek esetén kiegészítve a Data szóval).
További érdekesség, hogy Olaszországban Unibit PCbase fantázianéven forgalmazta az Euro PC-t a Schneider olasz partnere, a római székhelyű Unibit SpA. A gép alapára Itáliában 980 000 (kilencszáznyolcvanezer) olasz líra volt, az MM12-es monochrome (borostyán) monitort 220 000 líráért lehetett hozzá megvásárolni.

## Modellváltozatok

### Euro PC
A sorozat első tagja az Albert Baur (1944-2022) német formatervező által tervezett, 1988-ban bemutatott Euro PC volt, amely egy billentyűzetbe épített, azaz kialakításában az említett klasszikus házi számítógépeket idéző, de már Intel 8088 alapú (azaz IBM PC kompatibilis) gép volt. A mikroprocesszort a Siemenstől vásárolták, ez 4.77, 7.17 és 9.54 MHz órajel-frekvencián is üzemelt. A számítógépben, a Cherry cég által gyártott billentyűzettől jobbra kapott helyet a beépített 3,5 collos floppy meghajtó, amely 720 KiB-os (DD) lemezeket tudott írni és olvasni. Merevlemezes egység nem volt beépítve, azonban külső meghajtót lehetett hozzá csatlakoztatni. A gép monokróm és színes monitorral is megvásárolható volt, a bemutatáskor 1298 illetve 1798 DM áron. Operációs rendszerként az MS-DOS 3.3-as verzióját adták hozzá, emellett pedig a Microsoft Works irodai szoftvercsomag 1.0-s (német nyelvű) verzióját is mellékelték, természetesen floppy lemezeken. Külső floppy meghajtót is lehetett vásárolni hozzá. 1988-ban, a gyártás első 25 hetében 50 000 db készült Türkheimben az Euro PC-kből, melyek közül 2000 db-ot iskoláknak adományozott a Schneider, ezzel is támogatva a nyugat-németországi számítástechnikai oktatást.

### Euro PC II
1989. év végén mutatkozott be az Euro PC továbbfejlesztett változata, az Euro PC II. Ez külsőleg (a feliraton kívül) semmiben nem különbözött elődjétől, és a specifikációja is szinte teljesen azonos volt, azonban Intel 8087 matematikai koprocesszorral szerelték és memóriája nem 512, hanem 640 KiB volt, amely így 768 KiB-ig volt bővíthető. Monochrome (Hercules) monitorral 1398, színes (CGA) kijelzővel 1898 DM volt az induló ára. A nyugatnémet Chip Magazin az Euro PC II-t 1990-ben az év számítógépévé (Computer des Jahres) választotta a 8088-80186 (XT) kategóriában. A házi számítógép-szerű, formatervükben leginkább az Amstrad CPC 6128-re emlékeztető Euro PC-k 1991-ben kerültek ki a gyártási programból. 

### Euro XT
Az Euro PC II-vel együtt jelent meg az Euro-sorozat első asztali (desktop) PC-je, a szintén 640 KiB-os Euro XT. Az alaplap itt már nem a billentyűzetben kapott helyet, hanem külön házban, és ez a kialakítás lehetővé tette a merevlemezes meghajtó egység beépítését is. Az Euro XT-t 21 MiB-os winchesterrel szerelték. Egyébként specifikációja mindenben megfelelt az Euro PC II-ének, azzal a kivétellel, hogy a Works-csomag már nem járt alapáron hozzá, csak az operációs rendszer (még mindig MS-DOS 3.3). Monochrome (Hercules) monitorral 1998, színes (CGA) kijelzővel 2498 DM-be került.

### Euro AT
1990-ben mutatták be a Schneider Euro gépcsalád első IBM PC/AT-kompatibilis tagját, amely az Euro AT nevet kapta, és amelyet (a felirattól eltekintve) az Euro XT-ével azonos házba építettek. A gép lelke egy 12 MHz órajel-frekvenciával üzemelő Intel 80286 mikroprocesszor volt. A számítógép memóriája 1 MiB volt, és a beépített merevlemez kapacitása is kétszerese volt az XT-gépekének (42 MiB), a 3.5 collos floppy drive pedig immár HD-s (1,44 MiB kapacitású) volt. További különbség, hogy EGA grafikus üzemmódban is képes volt működni, ami már komolyabb grafikai alkalmazások és látványosabb játékok futtatását is lehetővé tette. Monochrome (Hercules) monitorral 2998, színes (CGA) kijelzővel 3498 DM, EGA monitorral 3798 DM fogyasztói áron került a boltokba.
Az Euro AT továbbfejlesztett változata, az Euro AT II 1991 második feléről volt kapható, kijelző nélkül 2098 DM-es, kedvező induló áron. A CPU ebben már 16 MHz órajel-frekvencián dolgozott, de ennél is jelentősebb különbség, hogy ez volt az első VGA grafikájú PC az Euro-sorozat kínálatában (256 KiB videomemóriával). A számítógépre az MS-DOS operációs rendszer újabb, 4.01-es verzióját telepítették.

### Euro SX
Az Euro AT II-vel együtt mutatkozott be az Intel 80386 SX processzorral szerelt Euro SX, amely - a korszerűbb CPU-tól, valamint természetesen a felirattól eltekintve - mindenben megfelelt az Euro AT II-nek, viszont az MS-DOS 5.0-s verziója volt az operációs rendszere. Induló ára merevlemez nélkül azonos volt az Euro AT II-ével, 42 MiB harddiskkel pedig 2598 DM-be került.
1992-ben megjelent az Euro SX második generációja, amelyben már jelentősebb újítások is helyet kaptak. Egyrészt a processzor 16 helyett 20 MHz órajellel üzemelt, másrészt ismét megduplázták a merevlemezes egység kapacitását (89 MiB). Harmadrészt pedig - az MS-DOS 5.0 mellett - a Microsoft Windows 3.0-s verziója is járt hozzá, azaz ez volt az Euro-sorozat első Windows-alapú gépe. Miközben az első generációs Euro SX-ek ára 600 DM-mel csökkent, ez a változat 2498 DM-ért volt megvásárolható.

### Euro 486
Az Euro SX-szel együtt, 1991 szeptemberétől került a boltokba a sorozat csúcsmodellje, az Euro 486, amely - nevéből kikövetkeztethetően - már egy Intel 80486 SX-alapú asztali PC volt (a háza ugyanaz, mint amilyen már az Euro XT-é is volt). A korszerűbb mikroprocesszor mellett a grafikai képességek is erősödtek: a VGA üzemmódhoz itt már 512 KiB videomemória állt rendelkezésre. Az Euro 486 kezdetben 89 MiB-os, majd 1992-től az Euro SX első generációjából ismert kisebb, 42 MiB kapacitású merevlemezes meghajtóval is kapható volt. A kisebb harddiskkel szerelt változat 1992 júliusában 3498, a nagyobbik 3998 DM-be került.

## Összehasonlító táblázat
|                       | Euro PC                      | Euro PC II                   | Euro XT                       | Euro AT                       | Euro SX                               | Euro 486                      |
| --------------------- | ---------------------------- | ---------------------------- | ----------------------------- | ----------------------------- | ------------------------------------- | ----------------------------- |
| CPU                   | 8088 (Siemens)               | 8088 (Siemens)               | 8088 (Siemens)                | 80286 (Siemens)               | 80386 SX                              | 80486 SX                      |
| CPU órajel-frekvencia | 9,54 MHz                     | 9,54 MHz                     | 9,54 MHz                      | 12 MHz                        | 16 MHz / 20 MHz                       | 20 MHz                        |
| RAM                   | 512 KiB                      | 640 KiB                      | 640 KiB                       | 1 MB                          | 1 MB                                  | 4 MB                          |
| Floppy-meghajtó       | 1 × 3,5 coll                 | 1 × 3,5 coll                 | 1 × 3,5 coll                  | 1 × 3,5 coll                  | 1 × 3,5 coll                          | 1 × 3,5 coll                  |
| Kapacitás             | 720 KB                       | 720 KB                       | 720 KB                        | 1,44 MB                       | 1,44 MB                               | 1,44 MB                       |
| Merevlemez            | opcionális külső (HD20)      | opcionális külső (HD20)      | 21 MiB (Seagate ST-325X)      | 44 MiB (Seagate ST-157A)      | 44 MiB / 89 MiB                       | 89 MiB                        |
| Videókártya           | Hercules, CGA                | Hercules, CGA                | Hercules, CGA                 | EGA / VGA                     | VGA                                   | VGA                           |
| Videomemória          | 64 KiB                       | 64 KiB                       | 64 KiB                        | 256 KiB                       | 256 KiB                               | 512 KiB                       |
| Bővíthetőség          | 8 bit ISA EGA/VGA kártya     | 8 bit ISA EGA/VGA kártya     | Schneider EURO VGA-kártya     | Schneider EURO VGA-kártya     | 16 bit ISA VGA-kártya                 | 16 bit ISA VGA-kártya         |
| Soros port (RS-232)   | 1                            | 1                            | 1                             | 1                             | 1                                     | 1                             |
| Párhuzamos port       | 1                            | 1                            | 1                             | 1                             | 1                                     | 1                             |
| Egér/joystick port    | –                            | –                            | –                             | 1                             | 1                                     | 1                             |
| külső floppy drive    | 1                            | 1                            | 1                             | 1                             | 1                                     | 1                             |
| külső merevlemez      | 1                            | 1                            | –                             | 1                             | 1                                     | 1                             |
| Bővítőkártya-helyek   | 1                            | 1                            | 3                             | 3                             | 3                                     | 3                             |
| Billentyűzet          | 86 billentyű, QWERTZ (német) | 86 billentyű, QWERTZ (német) | 102 billentyű, QWERTZ (német) | 102 billentyű, QWERTZ (német) | 102 billentyű, QWERTZ (német)         | 102 billentyű, QWERTZ (német) |
| Operációs rendszer    | MS-DOS 3.3                   | MS-DOS 3.3                   | MS-DOS 3.3                    | MS-DOS 3.3 / MS-DOS 4.01      | MS-DOS 4.01 / MS-DOS 5.0, Windows 3.0 | MS-DOS 5.0, Windows 3.0       |

## Monitorok

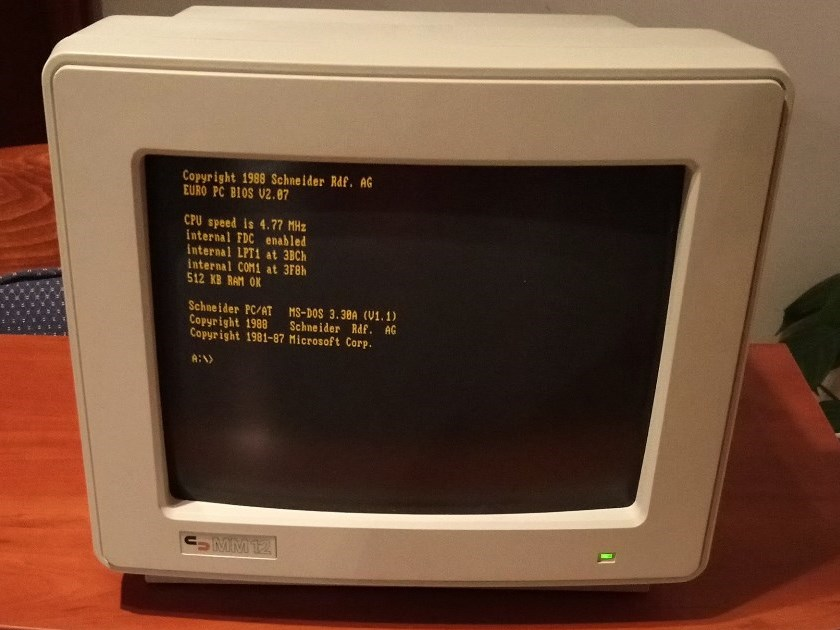
Schneider MM12 monochrome monitor

### Schneider MM 12
A Schneider Euro-sorozathoz alapkiépítésben kínált 12 collos képátlójú monochrome (Hercules) monitor, borostyánsárga kijelzővel. Két változatban is kapható volt, később önállóan is, az 1990/91. őszi-téli Quelle katalógusból mindössze 198 DM vételáron.

### Schneider CM 14
14 collos képátlójú, CGA szabványú színes monitor. Kezdetben a monochrome alapkonfigurációhoz képest 500 DM felár ellenében lehetett megvásárolni (az 1989. évi Neckermann katalógus szerint).

### Schneider EM 14
Az Euro AT gépekhez kínált, 14 collos képátlójú, EGA szabványú színes monitor. Az 1990/91. őszi-téli Quelle katalógusból 998 DM vételáron volt rendelhető.

### Schneider MS 14
Az Euro AT gépekhez megvásárolható, 14 collos képátlójú, Hercules, CGA és EGA grafika megjelenítésére egyaránt alkalmas színes multiscan monitor. Igen borsos áron forgalmazták, 1698 DM-be került.

### Schneider VMM 14
A VGA grafikus illesztőkártyával (Euro VGA) kiegészített Euro AT gépekhez kínált 14 collos képátlójú, VGA szabványú monochrome monitor. 1989. év végén került forgalomba, 398 DM fogyasztói áron.

### Schneider VCM 14
A VGA grafikus illesztőkártyával (Euro VGA) kiegészített Euro AT gépekhez kínált 14 collos képátlójú, VGA szabványú színes monitor. A VMM 14-es monitorral együtt került forgalomba, 1298 DM áron.

## Külső meghajtók

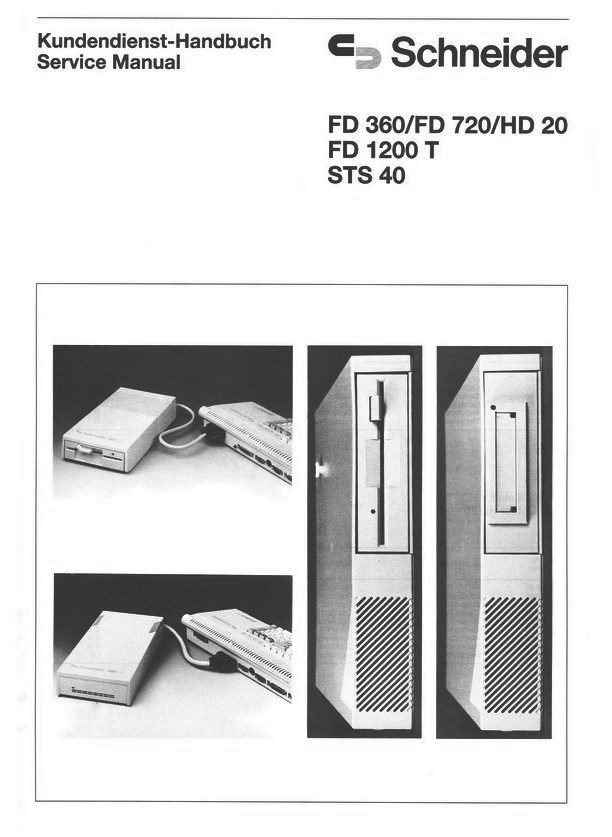
Schneider külső meghajtók szervizelési kézikönyve

### Schneider FD 360
360 KiB kapacitású, 5,25 collos külső floppy lemezes meghajtó. Az 1989-es Neckermann katalógusból 398 DM-ért volt rendelhető.

### Schneider FD 720
Az Euro PC-kbe beépítettel azonos, 720 KiB kapacitású, 3,5 collos külső floppy lemezes meghajtó. Az 1989-es Neckermann katalógusból -  az FD360-as egységhez hasonlóan - 398 DM-ért volt rendelhető.

### Schneider FD 1200
1.2 MiB kapacitású, 5,25 collos külső floppy lemezes meghajtó az Euro PC és Euro PC II gépekhez. Formaterve az FD 360 és FD 720 meghajtókéhoz hasonló.[forrás?]

### Schneider HD 20
A beépített merevlemezzel nem rendelkező Euro PC és Euro PC II modellekhez kínált, 20 MiB kapacitású (Miniscribe 8225XT harddisket tartalmazó) külső merevlemezes tároló egység (winchester), amely kezdetben 998 DM áron volt kapható (1989. évi Neckermann katalógusár).

### Schneider FD 1200 T
1.2 MiB kapacitású, 5,25 collos külső floppy lemezes meghajtó, amely az Euro AT és felsőbb kategóriás asztali PC-khez csatlakoztatható. Formaterve a Tower AT-sorozathoz hasonló, így elsősorban azokhoz a gépekhez szánták. 1989. év végétől volt kapható, 498 DM áron.

### Schneider STS 40
40 MiB kapacitású külső szalagos meghajtó (streamer), amely az Euro AT és felsőbb kategóriás asztali PC-khez (szintén elsősorban a Tower AT-khez) csatlakoztatható. 1989. év végétől volt kapható, 1298 DM áron.

### Schneider Euro CD
Külső CD-ROM meghajtó, kis méretű 8 bites ISA illesztőkártyával az Euro PC, Euro XT és Euro AT modellekhez. 1990. év végétől volt kapható, kezdetben 1498 DM áron.

## Nyomtatók

### Schneider SPrinter180
Párhuzamos (Centronics) illesztős 9 tűs mátrixnyomtató (a Citizen 180D-vel megegyező típus). Kedvező, 598 DM áron került a boltokba.

### Schneider SPrinter264
Párhuzamos (Centronics) illesztős, nagy (A3) méretű, 24 tűs mátrixnyomtató. Kezdetben 1998 DM-be került.

### Schneider Laser-SPrinter
A HP Laserjet II-vel kompatibilis lézernyomtató. 3998 DM volt az induló fogyasztói ára.

## Egyéb kiegészítők

### Schneider Bus-Maus
Soros szabványú egér, amelyet a Microsoft Works programcsomag 2.0-s verziójával együtt 198 DM-ért kínáltak (1990/91. őszi-téli Quelle katalógusár).

### Schneider Euro VGA-Karte
Az asztali gépekhez (Euro XT-től felfelé) kínált grafikus bővítőkártya, amely egy 256 KiB-os ATI VGA Wonder kártyának felelt meg, amely a Schneider saját bővítőportjához csatlakozott, így szabadon hagyta az ISA bővítőhelyeket (pl. game card és hangkártya számára). A gép az Euro VGA-kártyával akár 640x400-as felbontás és 256 szín megjelenítésére is képes volt (SVGA-üzemmód). A kártya 1990-ben került az üzletekbe, kezdetben igen magas, 499 DM bruttó vételáron.

### Schneider Fun Box
Játékvezérlő illesztőkártya (game card) és Schneider márkanéven forgalmazott botkormány (joystick) az illesztőprogramot és játékokat is tartalmazó 3.5 collos programlemezzel együtt. Második változatát (Fun Box II) 1990. év végén 79.50 DM-ért lehetett megvásárolni (1990/91. őszi-téli Quelle katalógusár).

### Schneider PC Utilities
Huszonnyolc segédprogramot tartalmazó felhasználói szoftvercsomag (3.5 collos floppy lemezen) IBM PC-kompatibilis Schneider számítógépekhez, a programokhoz tartozó részletes leírással (keményfedeles könyv formátumban), amely 49.50 DM áron került forgalomba (1990/91. őszi-téli Quelle katalógusár).

## Lásd még
- Schneider Rundfunkwerke AG